# 皮德拉 (加利福尼亞州)
皮德拉（英語：Piedra）是位於美國加利福尼亞州弗雷斯諾縣的一個非建制地區。該地的面積和人口皆未知。

## 地理
皮德拉的座標為36°48′37″N 119°22′55″W / 36.81028°N 119.38194°W，而該地的平均海拔高度為164米（即538英尺）。